# 宮內敦士
宮內敦士（日语：／ Miyauchi Atsushi，1969年7月8日—）是日本出身於埼玉縣的男性演員、聲優；三木Production、劇團夜想会。

## 生平
- 演出NHK大河剧《北条时宗》《义经》的演出而引人注目的。
- 作為配音員，通常是以海外電影或者電視劇擔當配音爲主要，而吹替的角色通常是主役或者重要角色為主。

## 演出作品

### 電視劇
- 空への手紙（TBS電視台、1999年） - 流次役
- 宮本武蔵（東京電視台、2001年） - 木村助九郎役
- 北条時宗（NHK、2001年） - 近衛基平役
- 真珠夫人（東海電視台、2002年） - 唐沢光一役
- 武藏MUSASHI（NHK、2003年） - 大山余五郎役
- 義經（NHK、2005年） - 佐藤継信役
- 新・風のロンド（東海電視台、2006年） - 有沢健一役
- 逃亡者 おりん 第9話「激闘!御三家の陰謀」（東京電視台、2006年12月22日） - 鬼塚左内
- 相棒 Season 5 第20話「サザンカの咲く頃」（朝日電視台、2007年3月14日）
- 金曜時代劇 密命 寒月霞斬り（東京電視台、2008年） - 九一役
- 非婚同盟（東海電視台、2009年） - 大江周三役
- 浪花の華〜緒方洪庵事件帳〜（NHK、2009年1月 - ） - 弓月王役
- ROMES/空港防御システム（NHK、2009年10月） - タジリ役
- 坂上之雲 （NHK、2009年-） - 藤井茂太役
- BLOODY MONDAY Season2 （TBS電視台、2010年1月-3月） - 種田登役
- 鬼太郎之妻 （NHK、2010年8月） - 中隊長役
- 土曜ワイド劇場 タクシードライバーの推理日誌29（朝日電視台、2011年7月2日） - 竹村祐一役
- 赤い糸の女（東海電視台、2012年9月） - 稲垣教授役
- 八重之櫻（NHK、2013年） - 宮部鼎藏役
- 土曜ワイド劇場 おかしな刑事10（朝日電視台、2013年6月22日） - 江口勇二役

### 電影
- MUSASHI 宮本武蔵外伝（1996年）
- 女弁護士、犯す!（1997年）
- 新・男樹（2000年）
- 魔界轉生（2003年）
- 油断大敵（2004年）

## 配音作品

### 電視動畫
2001年
- 旋風用心棒（鬼無宿の住人）
- 星界的戰旗II（副指令）
- 名侦探柯南（外村丈吉）

2007年
- 結界師（墨村正守、解說）
- DARKER THAN BLACK -黑之契約者-（理查德·劉）

2008年
- 藥師寺涼子怪奇事件簿（三芝）

2009年
- Battle Spirits 少年激霸彈（萊昂）
- 東之伊甸（物部大樹）
- 道子與哈金（八百屋菜店）

2010年
- SD GUNDAM三國傳 Brave Battle Warriors（呂布）
- GIANT KILLING（羽田）
- 閃光的夜襲（久世）
- 四畳半神話大系（貓店主人）

2011年
- 妖怪少爺 千年魔京（赤河童）

2012年
- 交響詩篇AO（索加）
- CØDE:BREAKER（安部）
- 新網球王子（三船入道）
- 魯邦三世 -名為峰不二子的女人-（搶劫犯A）

2014年
- 遊戲王ARC-V（強壯石島）

2015年
- 攻殼機動隊ARISE ALTERNATIVE ARCHITECTURE（真室）

2016年
- 金田一少年之事件簿R 第2期（松島田學）
- 赤髮白雪姬（國王）
- 機動戰士高達UC RE:0096（諾姆·巴希里克庫）
- 魯邦三世 意大利的遊戲（塞爾吉奧·卡爾多內）

2017年
- ONE PIECE（賓什莫克·尼吉士/文斯莫克·尼治）

2019年
- JoJo的奇妙冒險 黃金之風（喬可拉特）
- 名侦探柯南（氏森勇作）

2020年
- ARGONAVIS from BanG Dream! ANIMATION（八甲田健三）
- 啄木鳥偵探社（澤山六郎）

2021年
- 魔術士歐菲 流浪之旅 基姆拉克篇（拉莫羅尼克）
- NOMAD MEGALOBOX 機甲拳擊2（MAC）
- 魯邦三世 PART6（大道寺大佐）

2022年
- 王者天下（姚賈）
- 龍族拼圖（皇帝）

2023年
- 轉生成自動販賣機的我今天也在迷宮徘徊（熊會長[1]）
- 勇者赫魯庫（拉法葉德[2]）

2024年
- 葬送的芙莉蓮（萊爾恩）
- 金屬口紅（亞修·斯塔爾[3]）
- 擅長逃跑的殿下（高師直）

2025年
- 金肉人 完美超人始祖篇（鞋鱷人[4]）
- 神統記（摩洛克・貝金[5]）
- 轉生成自動販賣機的我今天也在迷宮徘徊 2nd season（熊會長[6]）

### OVA
2010年
- 機動戰士GUNDAM UC（ノーム・バシリコック）

2012年
- 華ヤカ哉、我ガ一族 キネトグラフ

### 劇場動畫
2009年
- 東之伊甸 劇場版I　The King of Eden（物部大樹）

2010年
- 超電影版SDGUNDAM三國傳 〜Brave Battle Warriors〜（呂布多魯基斯）
- 東之伊甸 劇場版II　Paradise Lost（物部大樹）

2013年
- 攻殻機動隊 ARISE -GHOST IN THE SHELL-（マムロ）

### 遊戲
2007年
- 結界師 黒芒楼の影：ナレーション

2008年
- 裝甲核心 for Answer
- 結界師 黒芒楼襲来：墨村正守

2010年
- 華ヤカ哉、我ガ一族：宮ノ杜正

2011年
- 華ヤカ哉、我ガ一族 キネマモザイク：宮ノ杜正

2012年
- 時光旅行者：神谷壮馬
- ひとふた奇譚：巽正臣

2013年
- 月英学園：-kou-
- 真·三國無雙7 猛將傳：于禁
- 超級機器人大戰UX：呂布
- TIGER & BUNNY 〜HERO'S DAY〜：アキト・ゲルギエフ

2014年
- 真·三國無雙7 帝王傳：于禁

2015年
- 真·三國無雙斬：于禁

2018年
- 真·三國無雙8：于禁
- 無雙大蛇3：于禁

2020年
- 英雄聯盟：犽凝[7]

### 吹替
電視/電影
| 年份 | 作品名稱               | 配演角色                | 演員             | 媒介備註                        |
| ---- | ---------------------- | ----------------------- | ---------------- | ------------------------------- |
| 2004 | 天域戰士               | Vaako                   | 卡爾·奧賓        | 公映/影碟版本                   |
| 2009 | 星空奇遇記             | 李奧納德·H·麥哥         | 卡爾·奧賓        | 公映/影碟版本                   |
| 2013 | 星空奇遇記：黑域時空   | 李奧納德·H·麥哥         | 卡爾·奧賓        | 公映/影碟版本                   |
| 2013 | 星獸浩劫               | Vaako                   | 卡爾·奧賓        | 公映/影碟版本                   |
| 2013 | 機器之心               | 約翰·肯尼士             | 卡爾·奧賓        | Axn頻道/DVD版本                 |
| 2016 | 星空奇遇記：超域時空   | 李奧納德·H·麥哥         | 卡爾·奧賓        | 影碟版本                        |
| 2016 | 尋龍傳說               | Gavin                   | 卡爾·奧賓        | 公映/影碟版本                   |
| 2019 | 黑袍糾察隊             | William "Billy" Butcher | 卡爾·奧賓        | 亞馬遜平台                      |
| 2012 | 復仇者聯盟             | HULK/布魯斯·班納        | 麥克·雷法路      | 公映/影碟版本                   |
| 2013 | 鐵甲奇俠3              | 布魯斯·班納             | 麥克·雷法路      | 公映/影碟版本                   |
| 2013 | 非常盜                 | 迪倫·羅德斯             | 麥克·雷法路      | 公映/影碟版本                   |
| 2015 | 復仇者聯盟2：奧創紀元  | HULK/布魯斯·班納        | 麥克·雷法路      | 公映/影碟版本                   |
| 2015 | 焦點追擊               | 米高·瑞茲德             | 麥克·雷法路      | 影碟版本                        |
| 2016 | 非常盜2                | 迪倫·羅德斯             | 麥克·雷法路      | 影碟版本                        |
| 2018 | 復仇者聯盟3：無限之戰  | HULK/布魯斯·班納        | 麥克·雷法路      | 公映/影碟版本                   |
| 2019 | 復仇者聯盟4：終局之戰  | HULK/布魯斯·班納        | 麥克·雷法路      | 公映/影碟版本                   |
| 2013 | 騙海豪情               | 厄文·羅森菲             | 基斯頓·比爾      | 影碟版本                        |
| 2014 | 出埃及記：神王帝國     | 摩西                    | 基斯頓·比爾      | 公映/影碟版本                   |
| 2015 | 沽注一擲               | 米高·比爾瑞             | 基斯頓·比爾      | 影碟版本                        |
| 2018 | 為副不仁               | 迪克·切尼               | 基斯頓·比爾      | 影碟版本                        |
| 2012 | 無法無天               | Forrest Bondurant       | 湯·赫迪          | 影碟版本                        |
| 2014 | 落格風暴               | Bob Saginowski          | 湯·赫迪          | 影碟版本                        |
| 2015 | 叛國追凶               | 李奧·傑米多夫           | 湯·赫迪          | 影碟版本                        |
| 2015 | 末日先鋒：戰甲飛車     | "Mad" Max Rockatansky   | 湯·赫迪          | 新錄媒體版本                    |
| 2005 | 黑社會                 | JIMMY仔                 | 古天樂           | DVD版本                         |
| 2007 | 鐵三角                 | 彭輝                    | 古天樂           | DVD版本                         |
| 2009 | 意外                   | 大腦/何國輝             | 古天樂           | DVD版本                         |
| 2013 | 掃毒                   | 蘇健秋                  | 古天樂           | 影碟版本                        |
| 1967 | Taxi Driver            | Travis Bickle           | 羅拔·迪尼路      | 特別版新收錄的影碟版本          |
| 2000 | JSA安全地帶            | 李壽赫                  | 李炳憲           | 日本電視台版                    |
| 2004 | 可可西里               | 劉棟                    | 亓亮             | DVD版本                         |
| 2004 | 屍人交易               | Joseph Paquette         | 奧利佛·馬丁內斯  | 影碟版本                        |
| 2005 | 無極                   | 昆崙                    | 張東健           | DVD版本                         |
| 2010 | 新三國                 | 司馬師                  | -                | 富士/銀河頻道/衛星劇場/影碟版本 |
| 2011 | 世紀戰疫               | 艾倫·克倫韋德           | 祖迪·羅          | 影碟版本                        |
| 2012 | 異星爭霸戰：尊卡特傳奇 | John Carter             | 泰勒·克奇        | 公映/影碟版本                   |
| 2012 | 生化危機之滅絕真相     | 里昂·史考特·甘迺迪      | 約翰·厄柏        | 公映/影碟版本                   |
| 2012 | 神探愛倫坡：黑鴉兇殺案 | Emmett Fields           | 盧克·伊萬斯      | 影碟版本                        |
| 2013 | 白宮淪陷               | 麥克·班寧               | 謝拉·畢拿        | 影碟版本                        |
| 2013 | 獨行俠                 | Dan Reid                | 詹姆斯·貝吉·戴爾 | 公映/影碟版本                   |
| 2013 | 黑名單                 | Donald Ressler          | 迭戈·克萊特霍夫  | Super!DramaTV/DVD版本           |
| 2013 | 被奪走的12年           | Edwin Epps              | 米高·法斯賓達    | 影碟版本                        |
| 2014 | 猿人爭霸戰：猩凶崛起   | Malcolm                 | 積遜·格爾        | 公映/影碟版本                   |
| 2015 | 特務型戰               | 伊里安·基洛亞堅         | 艾米·漢莫        | 影碟版本                        |
| 2016 | 倫敦淪陷               | 麥克·班寧               | 謝拉·畢拿        | 影碟版本                        |
| 2016 | 自殺特攻：超能暴隊     | 瑞克·弗萊格             | 祖爾·堅納文      | 公映/影碟版本                   |
| 2017 | 殺破狼·貪狼            | 崔傑                    | 吳樾             | 影碟版本                        |

### CD DREAM
- Serengeti 第1巻（五百蔵浬[8]）
- 劇場アニメ「テイルズ オブ ヴェスペリア〜The First Strike〜」ドラマCD（ビンセント・グリンバーグ）
- 華ヤカ哉、我ガ一族 シリーズ（宮ノ杜正）
  - 華ヤカ哉、我ガ一族 ドラマCD 「賑わいませう、星降る聖夜に」
  - 華ヤカ哉、我ガ一族 キネマモザイク ドラマCD 〜宮ノ杜とらぶる〜
  - 華ヤカ哉、我ガ一族 ドラマCD 「御杜銀座帝国最強呪いの宮ノ杜パーラー」[9]
  - 華ヤカ哉、我ガ一族 ドラマCD 「宮ノ杜兄弟創作カレー」[9]

## 外部連結
- 宮內敦士個人網頁
- 事務所簡歷（页面存档备份，存于）